# Liste der Naturdenkmale in Hünxe und Schermbeck
Naturdenkmale im Kreis Wesel im Landschaftsplan Hünxe und Schermbeck. Rechtskraft seit 27. Dezember 2004.
| Denkmal-Nummer | Ort / Lage | Bezeichnung des ND    | Anzahl | Art | Eingetragen seit | Schutzgrund                                                                    | Beschreibung | Bild                          |
| -------------- | --- | --------------------- | ------ | --- | ---------------- | ------------------------------------------------------------------------------ | --- | ----------------------------- |
| ND 1           | Schermbeck- am Golfplatz Weselerwald nördlich von Voshövel Karte                                               | Einzelbaum            | 1      | Kopfstieleiche (Quercus robur) | 2004             | Landeskundliche Gründe,Seltenheit, Eigenart, Schönheit                         | 17 m hohe Kopfstieleiche, Stammumfang: 658 cm, Alter: ca. 400 Jahre                                                                                      | BW                            |
| ND 2           | Hünxe- am Haus Esselt, Otto-Pankok-Weg, westlich von Voshövel Karte                                            | Einzelbaum            | 1      | Stieleiche (Quercus robur) | 2004             | Seltenheit                                                                     | 27 m hohe Stieleiche, Stammumfang: 440 cm, Alter: ca. 220 Jahre                                                                                          | BW                            |
| ND 3           | Hünxe- am Kapellenhof südwestlich von Voshövel Karte                                                           | Einzelbaum            | 1      | Stieleiche (Quercus robur) | 2004             | Seltenheit, Schönheit                                                          | 23 m hohe Stieleiche, Stammumfang: 521 cm, Alter: ca. 300 Jahre                                                                                          | BW                            |
| ND 4           | Hünxe- Postweg, an der L 1 südlich von Voshövel Karte                                                          | Einzelbaum            | 1      | Rotbuche (Fagus sylvatica) | 2004             | Seltenheit, Schönheit                                                          | 30 m hohe Rotbuche, Stammumfang: 523 cm, Alter ca. 280 Jahre                                                                                             | BW                            |
| ND 5           | Schermbeck- im Dämmerwald nordöstlich der Kolonie Lühlerheim Karte                                             | Einzelbaum            | 1      | Rotbuche (Fagus sylvatica) | 2004             | Seltenheit                                                                     | 28 m hohe Rotbuche, Stammumfang: 579 cm, Alter: ca. 300 Jahre                                                                                            | BW                            |
| ND 6           | Schermbeck- Teufelssteinweg, südwestlich des Dämmerwaldes, nordöstlich der Kolonie Lühlerheim Karte            | Findling              | 1      | „Teufelsstein“, Braunkohlesandstein                                                                                               | 2004             | Erdgeschichtliche Gründe, Seltenheit, Eigenart, Schönheit                      | Mehr als 1 Mio. Jahre alter, 2,05 m hoher Braunkohlesandstein mit einer Größe von 2,7 × 1,30 m                                                           | Fotos hochladen               |
| ND 7           | Schermbeck- am südwestlichen Rand des Dämmerwaldes, nordöstlich der Kolonie Lühlerheim Karte                   | Einzelbaum            | 1      | Sommerlinde (Tilia platyphyllos)                                                                                                  | 2004             | Landeskundliche Gründe, Seltenheit, Eigenart, Schönheit                        | 22 m hohe Sommerlinde, Stammumfang: 464 cm, Alter: ca. 250 Jahre                                                                                         | BW                            |
| ND 8           | Schermbeck- Logsteenweg / Wachtenbrinker Weg, nordöstlich der Kolonie Lühlerheim Karte                         | Findling              | 1      | „Kelwingstein“, Braunkohlesandstein                                                                                               | 2004             | Erdgeschichtliche Gründe, Seltenheit, Eigenart                                 | Mehr als 1 Mio. Jahre alter, 0,5 m hoher Braunkohlesandstein mit einer Größe von 1,2 × 0,7 m                                                             | BW                            |
| ND 9           | Schermbeck- Jägerheideweg, am südlichen Rand des Dämmerwaldes nördlich von Damm Karte                          | Baumgruppe            | 16     | Rotbuche (Fagus sylvatica) | 2004             | landeskundliche Gründe, Seltenheit, Eigenart                                   | 16 ca. 200 Jahre alte Rotbuchen, Höhe: 17 – 33 m, Stammumfang: 111 – 429 cm                                                                              | BW                            |
| ND 10          | Schermbeck- Zum Dicken Stein / Entenpoete, im Waldgebiet „Rüster Mark“, nordöstlich von Schermbeck Karte       | Findling              | 1      | „Dicker Stein“, Granit | 2004             | Erdgeschichtliche Gründe, Seltenheit, Eigenart                                 | Mehr als 1 Mio. Jahre alter, 0,6 m hoher Granitstein mit einer Größe von 0,9 × 1,55 m                                                                    | BW                            |
| ND 11          | Schermbeck- Im Waldgebiet „Rüster Mark“, nördlich von Schermbeck Karte                                         | Findling              | 1      | Granit | 2004             | Erdgeschichtliche Gründe, Seltenheit, Eigenart                                 | Mehr als 1 Mio. Jahre alter, 0,75 m hoher Granitstein mit einer Größe von 2,0 × 1,7 m                                                                    | BW                            |
| ND 12          | Schermbeck- Zur Obstwiese, am östlichen Ortsrand von Schermbeck Karte                                          | Einzelbaum            | 1      | Stieleiche (Quercus robur) | 2004             | Seltenheit, Eigenart, Schönheit                                                | 25 m hohe Stieleiche, Stammumfang: 413 cm, Alter: ca. 200 Jahre                                                                                          | BW                            |
| ND 13          | Schermbeck- Witte Berge / Kapellenweg, am südöstlichen Rand des Gewerbegebietes von Schermbeck Karte           | Einzelbaum            | 1      | Sommerlinde (Tilia platyphyllos)                                                                                                  | 2004             | Landeskundliche Gründe, Seltenheit, Eigenart                                   | 15 m hohe Sommerlinde, Stammumfang: 628 cm, Alter: ca. 400 Jahre                                                                                         | BW                            |
| ND 14          | Schermbeck- An der Lippe südöstlich von Schermbeck Karte                                                       | Einzelbaum            | 1      | Stieleiche (Quercus robur) | 2004             | Seltenheit, Schönheit                                                          | 23 m hohe Stieleiche, Stammumfang: 457 cm, Alter ca. 230 Jahre                                                                                           | BW                            |
| ND 15          | Schermbeck- Kirchstraße, südlich des Wesel-Datteln-Kanals, westlich von Gahlen Karte                           | Findling              | 1      | Granit | 2004             | Erdgeschichtliche Gründe, Seltenheit, Eigenart                                 | Mehr als 1 Mio. Jahre alter, 1,5 m hohen Granitstein mit einer Größe von 2,0 × 0,6 m                                                                     | BW                            |
| ND 16          | Schermbeck- Am südwestlichen Ortsrand von Gahlen Karte                                                         | Einzelbaum            | 1      | Winterlinde (Tilia cordata) | 2004             | Seltenheit, Eigenart, Schönheit                                                | 29 m hohe Winterlinde, Stammumfang: 421 cm, Alter: ca. 220 Jahre                                                                                         | BW                            |
| ND 17          | Schermbeck- Heideweg, am Suttersbach nordwestlich von Bricht Karte                                             | Einzelbaum            | 1      | Stieleiche (Quercus robur) | 2004             | Landeskundliche Gründe, Seltenheit, Eigenart                                   | 24 m hohe Stieleiche, Stammumfang: 431 cm, Alter ca. 220 Jahre                                                                                           | BW                            |
| ND 18          | Hünxe- Stegerfeld, in der Lippeaue, südwestlich von Schermbeck und Bricht Karte                                | Baumreihe             | 14     | 4× Kopfstieleiche (Quercus robur) 1× Stieleiche (Quercus robur) 5× Rotbuche (Fagus sylvatica) 4× Kopfhainbuche (Carpinus betulus) | 2004             | landeskundliche Gründe, Seltenheit, Eigenart, Schönheit                        | ca. 500 m lange Baumreihe aus einem gemischten Baumbestand. Höhe: bis zu 35 m, Stammumfang: bis zu 624 cm, Alter: bis zu 400 Jahre                       | BW                            |
| ND 19          | Hünxe-Gartrop-Bühl Am Schloss Gartrop Karte                                                                    | Einzelbaum            | 1      | Feldulme (Ulmus carpinifolia) | 2004             | Wissenschaftliche Gründe, Seltenheit, Eigenart, Schönheit                      | 25 m hohe Feldulme, Stammumfang: 512 cm, Alter: ca. 250 Jahre                                                                                            | BW                            |
| ND 20          | Hünxe-Gartrop-Bühl im südöstlichen Teil des Parks von Schloß Gartrop Karte                                     | Einzelbaum            | 1      | Stieleiche (Quercus robur) | 2004             | Seltenheit, Eigenart, Schönheit                                                | 33 m hohe Stieleiche, Stammumfang: 507 cm, Alter: ca. 300 Jahre                                                                                          | BW                            |
| ND 21          | Hünxe-Gartrop-Bühl Schlossallee, westlich des Schlosses Gartrop Karte                                          | Einzelbaum und Quelle | 2      | Feldulme (Ulmus carpinifolia) Artesischer Brunnen                                                                                 | 2004             | Wissenschaftliche, naturgeschichtliche Gründe, Seltenheit, Eigenart, Schönheit | 21 m hohe Feldulme, Stammumfang: 472 cm, Alter ca. 300 Jahre und ein um 1912 durch Erdbohrung entstandenen artesischen Brunnen mit einer Größe von 80 m² | Fotos hochladen               |
| ND 22          | Hünxe-Gartrop-Bühl Scheperstraße, im südöstlichen Teil des Parks am Schloss Gartrop Karte                      | Einzelbaum            | 1      | Stieleiche (Quercus robur) | 2004             | Seltenheit, Schönheit                                                          | 23 m hohe Stieleiche, Stammumfang: 418 cm, Alter ca. 200 Jahre                                                                                           | Fotos hochladen               |
| ND 23          | Hünxe- Gansenbergweg, östlich der A 3. Karte                                                                   | Findling              | 1      | „Kriegsdenkmal“, Granit | 2004             | Erdgeschichtliche Gründe, Seltenheit, Eigenart                                 | Mehr als 1 Mio. Jahre alten, 1,42 m hohen Granitstein mit einer Größe von 1,5 × 1,18 m                                                                   | BW                            |
| ND 24          | Hünxe- Beckmannsberg / Hohlbachweg, südlich von Hünxe Karte                                                    | Findling              | 1      | Granit | 2004             | Erdgeschichtliche Gründe, Seltenheit, Eigenart                                 | Mehr als 1 Mio. Jahre alten, 1,04 m hohen Granitstein mit einer Größe von 1,38 × 0,44 m                                                                  | Fotos hochladen               |
| ND 25          | Hünxe- Am Bergwall, südlich der Burgstätte Berge, südöstlich von Hünxe Karte                                   | Einzelbaum            | 1      | Waldkiefer (Pinus sylvestris) | 2004             | Seltenheit, Eigenart, Schönheit                                                | 6 m hohe Waldkiefer, Stammumfang: 225 cm, Alter: ca. 200 Jahre                                                                                           | BW                            |
| ND 26          | Hünxe- Limnokrene/Tümpel – nordöstlich Bruckhausen Karte                                                       | Quelle                | 1      | Limnokrene (Tümpel) | 2004             | Naturgeschichtliche Gründe, Seltenheit                                         | Limnokrene (Tümpel) mit einer Fläche von 0,1 ha | BW                            |
| ND 27          | Hünxe- Teufelssteinweg, im Bereich Hohe Wart, an der südöstlichen Gemeindegrenze von Hünxe am „Kürbaum“. Karte | Findling              | 5      | „Teufelssteine“, Braunkohlequarzitfindlinge                                                                                       | 2004             | Erdgeschichtliche Gründe, Seltenheit, Eigenart                                 | Fünf mehr als 1 Mio. Jahre alte Braunkohlequarzitfindlinge mit einer Höhe von 0,33 – 0,76 m und mit einer Größe von 1,0 × 1,5 m – 3,5 × 4,1 m.           | mehr Fotos \| Fotos hochladen |